# Власенко Григорій Зіновійович
Григорій Зіновійович Власенко (27 жовтня 1931, с. Володькова Дівиця Носівський р-н, Чернігівська обл. — помер 15 серпня 2013 в селі Ясна Зірка Носівського району) — український краєзнавець, письменник.

## Життєпис
Народився у с. Володькова Дівиця у 1931 році в сім'ї хліборобів Зіновія Марковича і Одарки Савівни. Підлітком осиротів.
1955 вступив до Чернігівської школи підготовки керівних колгоспних кадрів, яку реорганізували в зоотехнікум. Одержав диплом агронома з відзнакою. 
Заочно закінчив факультет журналістики Київського державного університету імені Тараса Шевченка.
Працював економістом, бригадиром, агрономом і головою артілі імені Карла Маркса в селі Ясна Зірка Носівського району (1961–1967). Потім працював старшим агрономом.

## Творчість
Автор книг про рідний край — «Двокрилля» (спільно з М. О. Адаменком), «Від серця до серця», «Під небом грозовим і чистим», «Пам'ять невгамовна», тритомника: «Не поле перейти» — I том, «Ніхто не забутий» — II том, «Хліб і кохання» — III том.
У книзі «Під небом грозовим і чистим» освітлюється партизанський рух на Чернігівщині без прикрас та ідеологічних домислів радянської доби.

## Відзнаки
Нагороджений медаллю «За трудову доблесть».

## Виноски
1. ↑  Архівована копія. Архів оригіналу за 2 березня 2014. Процитовано 10 січня 2011.{{cite web}}:  Обслуговування CS1: Сторінки з текстом «archived copy» як значення параметру title (посилання)